# Curios fulvocapitalis
Curios fulvocapitalis là một loài bọ cánh cứng trong họ Đom đóm (Lampyridae). Loài này được Jeng & Satô miêu tả khoa học năm 1998.